# نتريد الزركونيوم
نتريد الزركونيوم مركب كيميائي لاعضوي صيغته الكيميائية ZrN.

## التحضير
يحضر هذا المركب من التفاعل المباشر بين عنصري الزركونيوم والنتروجين عند درجة حرارة مقدارها 1200 °س.

## الخواص
للمركب خواص فيزيائية مميزة، فهو من المواد الحرارية الصلبة، ويعد المركب المحضر وفق الترسيب الفيزيائي للبخار ذا لون ذهبي، وتبلغ قيمة المقاومية الكهربائية 12.0 سيمنز.سنتيمتر؛ وقيمة معامل درجة الحرارة 5.6·10−8 Ω·cm/K؛ وللمركب موصلية فائقة عند 10.4 كلفن؛ وتبلغ قيمة الصلادة 22.7±1.7 غيغاباسكال؛ ومعامل المرونة 450 غيغاباسكال.

## الاستخدامات
يستخدم مركب نتريد الزركونيوم في تغطية وإكساء التجهيزات الطبية والمخبرية.